# Ambasada Mauretanii w Berlinie
Ambasada Mauretanii w Berlinie – misja dyplomatyczna Islamskiej Republiki Mauretanii w Republice Federalnej Niemiec.
Ambasador Islamskiej Republiki Mauretanii w Berlinie oprócz Republiki Federalnej Niemiec akredytowany jest również w Republice Austrii, Republice Bułgarii, Republice Czeskiej, Republice Estońskiej, Republice Litewskiej, Republice Łotewskiej, Rzeczypospolitej Polskiej, Rumunii, Republice Słowackiej, Ukrainie i na Węgrzech.
Pierwszy ambasador Mauretanii w Niemczech został mianowany w 1962.